# Eucera maxima
Eucera maxima là một loài Hymenoptera trong họ Apidae. Loài này được Tkalcu mô tả khoa học năm 1987.